# Nikolaï Bourdenko
Nikolaï Nilovitch Bourdenko  (en russe : Никола́й Ни́лович Бурде́нко), né le 22 mai 1876 (3 juin dans le calendrier grégorien) à Kamenka dans le gouvernement de Penza et mort le 11 novembre 1946 à Moscou en URSS est un chirurgien et neurochirurgien russe puis soviétique considéré comme le fondateur de la neurochirurgie russe. Il a contribué de façon importante à l'avancée des techniques opératoires chirurgicales dont quelques-unes portent son nom. En 1934, à son initiative à Moscou fut fondé l'Institut de neurochirurgie qui porte également son nom. Des rues portent son nom à Moscou, Novossibirsk, Nijni Novgorod, Voronej, Penza, Donetsk. 
Bourdenko est le chirurgien en chef de l'armée rouge en 1937-1946, général-colonel du service sanitaire militaire soviétique, le président de l'Académie de médecine de l'URSS. 
Il reçoit le prix Staline en 1941 et le titre de héros du travail socialiste en 1943. Il est membre du Parti communiste de l'Union soviétique depuis 1939, membre du Comité exécutif central panrusse, le député du premier et du deuxième Congrès des Soviets, le docteur honoris causa de l'Académie nationale de chirurgie et du Collège royal de chirurgie de Londres (Royal Academy of Surgeons).
En 1928, il accueille dans son équipe Serafima Brioussova, la première femme neurochirurgienne au monde.
En 1944, il préside une commission d'enquête que l'URSS met en place pour enquêter sur le massacre de Katyń . Cette commission attribue la responsabilité des assassinats aux forces armées allemandes,.
Mort à Moscou, Nikolaï Bourdenko est inhumé au cimetière de Novodievitchi.